# 45 Evgenija
45 Evgenija (mednarodno ime 45 Eugenia) je velik asteroid tipa F v glavnem asteroidnem pasu. 

## Odkritje
Asteroid je odkril Hermann Mayer Salomon Goldschmidt (1802–1866) 27. junija 1857. Ime je dobil po cesarici Eugeniji di Montijo, ženi Napoleona III.. To je bil prvi asteroid, ki je dobil ime po resnični osebi. Ni pa soglasja o tem, po kom se imenuje asteroid 12 Viktorija (po mitološki osebi ali po kraljici Viktoriji I. Angleški).

## Lastnosti
Asteroid Evgenija obkroži Sonce v 4,49 letih. Njegova tirnica ima izsrednost 0,082, nagnjena pa je za 6,610° proti ekliptiki. Njegov srednji premer je 107,3 km, okrog svoje osi pa se zavrti v 5,699 urah .
Evgenija je velik asteroid tipa F. Te vrste asteroidi so izredno temni. Podobno kot pri asteroidu Matilda je njegova gostota nizka, kar pomeni, da ni sestavljen iz samo enega kosa, ampak iz večjega števila manjših teles. Evgenija verjetno ne vsebuje vode .
Analiza svetlobnih krivulj kaže, da pol asteroida kaže proti ekliptičnim koordinatama β, λ) = (-30°, 124° (10% natančnost) . To pa nam da naklon vrtilne osi 117° (vrtenje Evgenije je retrogradno).

## Naravni sateliti
Evgenija ima dva naravna satelita. Prvi je Mali princ, drugi pa S/2004 (45) 1.

### Mali princ
Leta 1998 so astronomi s pomočjo Kanadsko-francosko-havajskega daljnogleda (CFHT) odkrili, da okrog asteroida Evgenija kroži manjša luna. To je bilo prvo odkritje asteroidne lune z daljnogledom na površini Zemlje. Novo odkrita luna je takrat dobila ime (45) Evgenija I Mali princ, sedaj pa je znana samo kot Mali princ. Luna je precej manjša od Evgenije, njen premer je samo 13 km, za en obhod Evgenije pa potrebuje približno 5 dni.

### S/2004 (45) 1
Druga luna z začasnim imenom S/2004 (45) 1  kroži okrog Evgenije bližje kot Mali princ. Odkrita je bila z analizo treh posnetkov, ki so jih naredili februarja leta 2004 z Zelo velikim daljnogledom (VLT) na Evropskem južnem observatoriju v Čilu.